# Parti de l'espoir et du progrès
Le Parti de l'espoir et du progrès (PEP) est un parti politique sénégalais, dirigé par Pape Mody Sow.

## Histoire
Le PEP est créé en 1998. 

## Symboles
Sa couleur est le blanc. Son symbole est un arc-en-ciel de 10 étoiles bleues.

## Organisation
Son siège se trouve à Thiès.